# Constantă fizică
În știință, o constantă fizică este o mărime fizică a cărei valoare numerică este fixă.
Sunt multe constante folosite în științe, unele dintre cele mai celebre fiind: constanta lui Planck și numărul lui Avogadro. Constantele pot fi de multe feluri; unele, ca lungimea Planck reprezintă o distanță fizică fundamentală, altele ca viteza luminii semnifică viteza maximă în univers.
Mai jos este o lista cu constante fizice:
| Constantă                                                                 | Simbol                                                                                | U.M.          | Valoare cf. CODATA 2006                      | Valoare cf. STAS 2848-89                     |
| ------------------------------------------------------------------------- | ------------------------------------------------------------------------------------- | ------------- | -------------------------------------------- | -------------------------------------------- |
| viteza luminii în vid                                                     | {\displaystyle c\,}                                                                   | m•s-1         | 299 792 458 (prin def.)                      | 299 792 458 (prin def.)                      |
| permeabilitatea vidului                                                   | {\displaystyle \mu _{0}\,}                                                            | N A-2         | 4π×10-7 (prin def.) = 12,566 370 614...×10-7 | 4π×10-7 (prin def.) = 12,566 370 614...×10-7 |
| permitivitatea vidului                                                    | {\displaystyle \epsilon _{0}={\frac {1}{\mu _{0}c^{2}}}}                              | F•m-1         | 8,854 187 817×10-12                          | 8,854 187 817×10-12                          |
| impedanța caracteristică a vidului                                        | {\displaystyle Z_{0}=\mu _{0}c\,}                                                     | Ω             | 376,730 313 461... (prin def.)               |                                              |
| constanta gravitațională                                                  | {\displaystyle G\,}                                                                   | m3•kg-1•s-2   | 6,674 28(67)×10-11                           | 6,672 59(85)×10-11                           |
| constanta lui Planck                                                      | {\displaystyle h\,}                                                                   | J•s           | 6,626 068 76(52)×10-34                       | 6,626 075 5(40)×10-34                        |
| constanta lui Dirac                                                       | {\displaystyle \hbar ={\frac {h}{2\pi }}}                                             | J•s           | 1,054 571 596(82)×10-34                      |                                              |
| masa lui Planck                                                           | {\displaystyle m_{\rm {P}}=\left({\frac {\hbar c}{G}}\right)^{1/2}}                   | kg            | 2,176 44(11)×10-8                            | 2,176 71(14)×10-8                            |
| lungimea lui Planck                                                       | {\displaystyle l_{\rm {P}}=\left({\frac {\hbar G}{c^{3}}}\right)^{1/2}}               | m             | 1,616 252(81)×10-35                          | 1,616 05(10)×10-35                           |
| timpul lui Planck                                                         | {\displaystyle t_{\rm {P}}=\left({\frac {\hbar G}{c^{5}}}\right)^{1/2}}               | s             | 5,391 24(27)×10-44                           | 5,390 56(34)×10-44                           |
| sarcina elementară                                                        | {\displaystyle e\,}                                                                   | C             | 1,602 176 487(40)×10-19                      | 1,602 177 33(49)×10-19                       |
| masa de repaus a electronului                                             | {\displaystyle m_{e}\,}                                                               | kg            | 9,109 382 15(45)×10-31                       | 9,109 388 7(54)×10-31                        |
| masa de repaus a protonului                                               | {\displaystyle m_{p}\,}                                                               | kg            | 1,672 621 637(83)×10-27                      | 1,672 623 1(10)×10-27                        |
| masa de repaus a neutronului                                              | {\displaystyle m_{n}\,}                                                               | kg            | 1,674 927 211(84)×10-27                      | 1,674 928 6(10)×10-27                        |
| unitatea atomică de masă                                                  | {\displaystyle m_{u}=1u\,}                                                            | kg            | 1,660 538 782(83)×10-27                      | 1,660 540 2(10)×10-27                        |
| numarul lui Avogadro                                                      | {\displaystyle L,N_{\rm {A}}\,}                                                       | -             | 6,022 141 79(30)×1023                        | 6,022 136 7(36)×1023                         |
| constanta lui Boltzmann                                                   | {\displaystyle k,k_{\rm {B}}\,}                                                       | J•K-1         | 1,380 6504(24)×10-23                         | 1,380 658(12)×10-23                          |
| constanta lui Faraday                                                     | {\displaystyle F\,}                                                                   | C•mol-1       | 9,648 533 99(24)×104                         | 9,648 540 2(10)×104                          |
| constanta universală a gazului ideal                                      | {\displaystyle R\,}                                                                   | J•K-1•mol-1   | 8,314 472(15)                                | 8,314 510(70)                                |
| zero absolut pe scala Celsius                                             |                                                                                       | °C            | -273,15 (prin def.)                          | -273,15 (prin def.)                          |
| volumul molar al gazului ideal, la p = 1 atm, t = 0°C                     | {\displaystyle V_{m}\,}                                                               | m3×10-3•mol-1 | 22,413 996(39)                               | 22,414 10(19)                                |
| atmosfera standard                                                        | atm                                                                                   | Pa            | 101 325 (prin def.)                          | 101 325 (prin def.)                          |
| constanta structurii fine                                                 | {\displaystyle \alpha ={\frac {\mu _{0}e^{2}c}{2h}}\,} {\displaystyle \alpha ^{-1}\,} | -             | 7,297 352 5376(50)×10-3 137,035 999 679(94)  | 7,297 353 08(33)×10-3 137,035 989 5(61)      |
| raza lui Bohr                                                             | {\displaystyle a_{0}\,}                                                               | m             | 5,291 772 085 9(36)×10-11                    | 5,291 772 49(24)×10-11                       |
| energia Hartree                                                           | {\displaystyle E_{\rm {h}}\,}                                                         | J             | 4,359 743 94(22)×10-18                       | 4,359 748 2(26)×10-18                        |
| constanta lui Rydberg                                                     | {\displaystyle R_{\infty }\,}                                                         | m-1           | 1,097 373 156 8527(83)×107                   | 1,097 373 153 4(13)×107                      |
| magnetonul lui Procopiu-Bohr                                              | {\displaystyle \mu _{\rm {B}}\,}                                                      | J•T-1         | 9,274 009 15(23)×10-24                       | 9,274 015 4(31)×10-24                        |
| momentul magnetic al electronului                                         | {\displaystyle \mu _{\rm {e}}\,}                                                      | J•T-1         | -9,284 763 77(23)×10-24                      | -9,284 770 1(31)×10-24                       |
| factorul Landé al electronului sin.: factorul g al electronului           | {\displaystyle g_{\rm {e}}\,}                                                         | -             | -2,002 319 304 3622(15)                      | -2,002 319 304 386(20)                       |
| magnetonul nuclear                                                        | {\displaystyle \mu _{\rm {N}}\,}                                                      | J•T-1         | 5,050 783 24(13)×10-27                       | 5,050 786 6(17)×10-27                        |
| momentul magnetic al protonului                                           | {\displaystyle \mu _{\rm {p}}\,}                                                      | J•T-1         | 1,410 606 662(37)×10-26                      | 1,410 607 61(47)×10-26                       |
| momentul magnetic ecranat al protonului într-o sferă de H2O, 25 °C        | {\displaystyle \mu '_{\rm {p}}\,}                                                     | J•T-1         | 1,410 570 419(38)×10-26                      | 1,410 571 38(47)×10-26                       |
| raportul giromagnetic al protonului                                       | {\displaystyle \gamma _{\rm {p}}\,}                                                   | s-1•T-1       | 2,675 222 099(70)×108                        | 2,675 221 28(81)×108                         |
| raportul giromagnetic necorectat al protonului într-o sferă de H2O, 25 °C | {\displaystyle {\frac {\gamma '_{\rm {p}}}{2\pi }}\,}                                 | M•Hz•T-1      | 42,577 4821(11)                              | 42,577 469(15)                               |
| constanta Stefan-Boltzmann                                                | {\displaystyle \sigma \,}                                                             | W•m-2•K-4     | 5,670 400(40)×10-8                           | 5,670 51(19)×10-8                            |
| prima constantă a radiației                                               | {\displaystyle c_{1}\,}                                                               | W•m2          | 3,741 771 18(19)×10-16                       | 3,741 774 9(22)×10-16                        |
| a doua constantă a radiației                                              | {\displaystyle c_{2}\,}                                                               | m•K           | 1,438 7752(25)×10-2                          | 1,438 769(12)×10-2                           |

Unele "constante" sunt în realitate artificii ale sistemului de unități utilizat, de exemplu mks sau cgs. În unități naturale, unele din aceste așa zise constante fizice se dovedesc a fi doar simpli factori de conversie.